# Гропень (комуна)
Гропень, Гропені (рум. Gropeni) — комуна у повіті Бреїла в Румунії. До складу комуни входить єдине село Гропень.
Комуна розташована на відстані 157 км на північний схід від Бухареста, 22 км на південь від Бреїли, 116 км на північний захід від Констанци, 40 км на південь від Галаца.

## Населення
За даними перепису населення 2002 року у комуні проживали 3604 особи. Усі жителі комуни рідною мовою назвали румунську.
Національний склад населення комуни:
| Національність | Кількість осіб | Відсоток |
| -------------- | -------------- | -------- |
| румуни         | 3551           | 98,5%    |
| цигани         | 53             | 1,5%     |

Склад населення комуни за віросповіданням:
| Релігія       | Кількість осіб | Відсоток |
| ------------- | -------------- | -------- |
| православні   | 3538           | 98,2%    |
| баптисти      | 37             | 1,0%     |
| п'ятдесятники | 22             | 0,6%     |
| римо-католики | 7              | 0,2%     |